# Union of the Baltic Cities

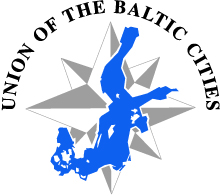
UBC:s logotyp

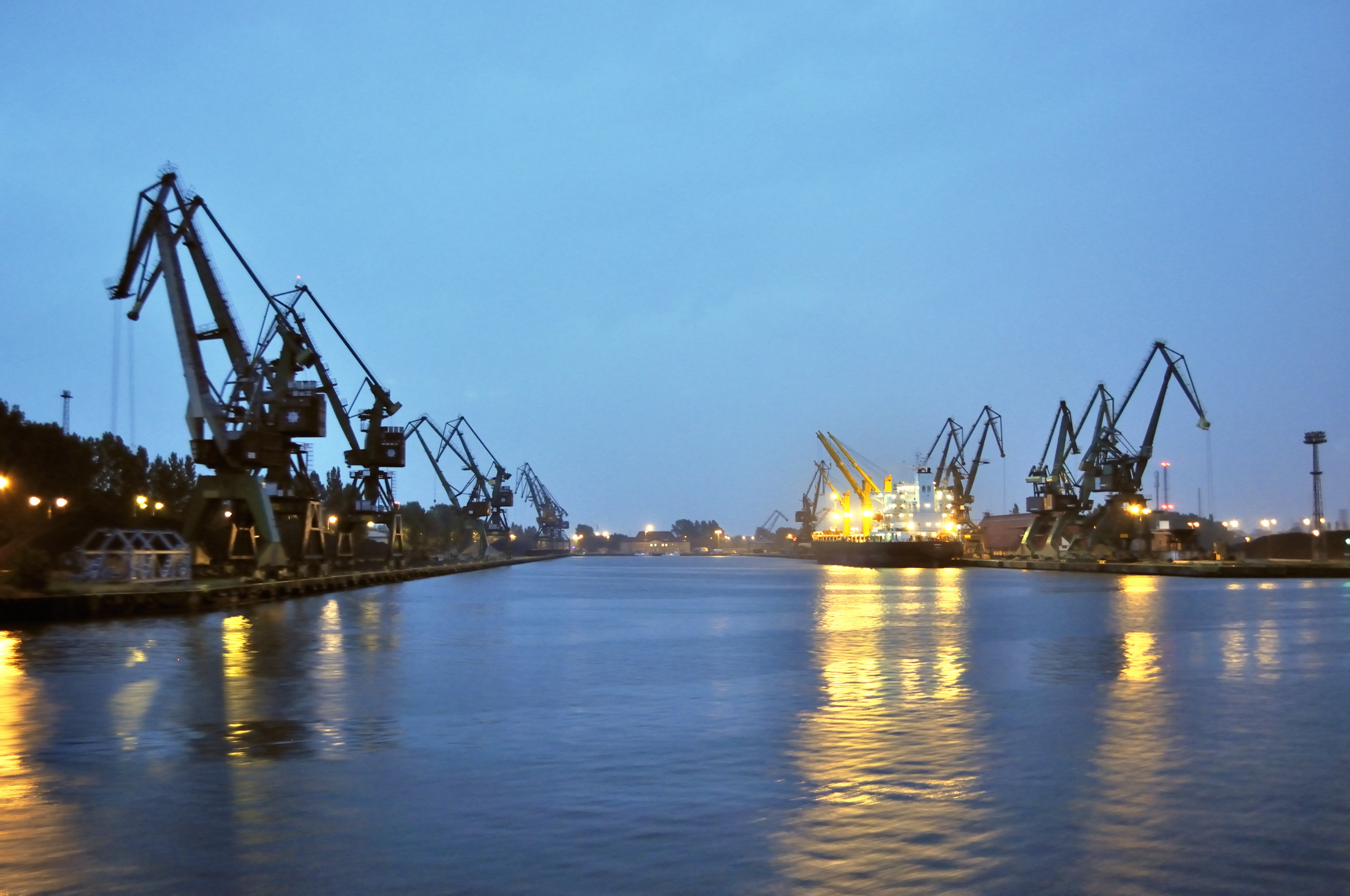
Hamnen i Gdańsk

Union of the Baltic Cities, UBC, är en sammanslutning av 107 städer runt Östersjön. Unionen kan sägas utgöra ett decentraliserat nätverk på kommunal nivå. Dess övergripande mål är att bidra till demokratisk, ekonomisk, social, kulturell och miljömässigt hållbar utveckling i Östersjöregionen. Kalmar var initiativtagare till UBC, som grundades 1991 i Gdańsk, Polen, där även unionens sekretariat finns.

## Organisation
Unionens högsta organ är generalförsamlingen som möts vartannat år i en medlemsstad, och som utser en president och en verkställande styrelse. Denna styrelse består av presidenten, tre vicepresidenter och en stadsrespresentant från vart och ett av de tio länderna. Det huvudsakliga arbetet sker i kommittéer, där projekt, handlingsplaner och andra aktiviteter utarbetas. För närvarande finns tolv kommittéer, men en omstrukturering är på väg, och kommer att resultera i följande sju kommittéer.
- Cultural Cities
- Inclusive and Healthy Cities
- Planning Cities
- Safe Cities
- Smart and Prospering Cities
- Sustainable Cities
- Youthful Cities

## Medlemsstäder
- Danmark:

Århus, Köpenhamn, Fredericia, Guldborgsund, Horsens, Køge, Kolding, Næstved, Vordingborg
- Estland:

Elva, Haapsalu, Jogeva, Jõhvi, Kärdla, Keila, Kuressaare, Maardu, Narva, Paldiski, Pärnu, Sillamäe, Tallinn, Tartu, Viljandi, Võru
- Finland:

Björneborg, Esbo, Helsingfors, Jyväskylä, Kemi, Kotka, Lahtis, Mariehamn, Tammerfors, Träskända, Vasa, Åbo
- Tyskland:

Greifswald, Kiel, Lübeck, Rostock, Wismar
- Lettland:

Cēsis, Jēkabpils, Jelgava, Jūrmala, Liepāja, Rēzekne, Riga, Tukums
- Litauen:

Gargždai, Kaunas, Klaipėda, Marijampolė, Palanga, Panevėžys, Šiauliai, Vilnius
- Norge:

Bergen, Kristiansand
- Polen:

Chojnice, Elbląg, Gdańsk, Gdynia, Koszalin, Krynica Morska, Łeba, Malbork, Międzyzdroje, Pruszcz Gdański, Reda, Słupsk, Sopot, Szczecin
- Sverige:

Gävle, Göteborg, Kalmar, Karlskrona, Karlstad, Kristianstad, Linköping, Luleå, Malmö, Nacka, Norrtälje, Nyköping, Örebro, Oskarshamn, Robertsfors, Stockholm, Sundsvall, Trelleborg, Umeå, Västervik, Växjö, Visby